# Maksymilian Nowicki
Maksymilian Siła-Nowicki (sinh ngày 9 tháng 10 năm 1826 – mất ngày 30 tháng 10 năm 1890) là một giáo sư động vật học và nhà bảo tồn tiên phong người Ba Lan. Ông là cha của nhà thơ Franciszek Nowicki và là anh rể của Franciszek Kasparek, giáo sư bộ môn luật kiêm hiệu trưởng của Đại học Kraków.

## Tiểu sử
Ban đầu, Maksymilian Nowicki làm giáo viên ở vùng nông thôn phía đông Galicia. Nhờ có ý chí và tinh thần tự học, cuối cùng ông có thể trở thành giáo sư động vật học tại Đại học Kraków (1863-90). Năm 1873, Maksymilian Nowicki gia nhập Viện Hàn lâm Khoa học và Nghệ thuật Ba Lan có trụ sở tại Kraków và đồng sáng lập Hội Tatra (Towarzystwo Tatrzańskie). Năm 1879, ông thành lập Hội Ngư nghiệp Quốc gia (Krajowe Towarzystwo Rybackie). Ở khía cạnh học thuật, Maksymilian Nowicki đạt nhiều thành tựu to lớn về côn trùng học, ngư học và điểu học.
Năm 1868, phần lớn nhờ Maksymilian Nowicki mà Thượng nghị viện Galicia đã thông qua luật bảo vệ sơn dương Chamois, marmota và các loài chim thuộc dãy Alps trên núi Tatra.

## Danh mục
- "Siła-Nowicki, Maksymilian," Encyklopedia Polski (Encyclopedia of Poland), Kraków, Wydawnictwo Ryszard Kluszczyński, 1996, ISBN 83-86328-60-6, pp. 615–16.
- "Nowicki-Siła, Maksymilian," Encyklopedia powszechna PWN (PWN Universal Encyclopedia), Warsaw, Państwowe Wydawnictwo Naukowe, 1975, vol. 3, p. 312.
- "Nowicki-Siła, Maksymilian," Encyklopedia popularna PWN (PWN Popular Encyclopedia), Warsaw, Państwowe Wydawnictwo Naukowe, 1962, p. 711.
- Evenhuis, N. L., 1997 Litteratura taxonomica dipterorum (1758-1930). Volume 1 (A-K); Volume 2 (L-Z). - Leiden, Backhuys Publishers 1; 2: VII+1-426; 427-87 Volume 2: 562–563, Portrait and Schriftenverzeichnis